# Eliot Daniel
Pour les articles homonymes, voir Daniel.
Eliot Daniel est un compositeur américain né le 7 janvier 1908 à Massachusetts (États-Unis), et mort le 6 décembre 1997 à Los Angeles (Californie).

## Filmographie
- 1946 : La Boîte à musique
- 1947 : Coquin de printemps (Fun and Fancy Free)
- 1948 : Danny, le petit mouton noir
- 1953 : Yesterday and Today
- 1954 : Petit Toot
- 1954 : December Bride (en) (série TV)
- 1968 : Johnny Learns His Manners
- 1990 : I Love Lucy: The Very First Show! (TV)